# Bombkula

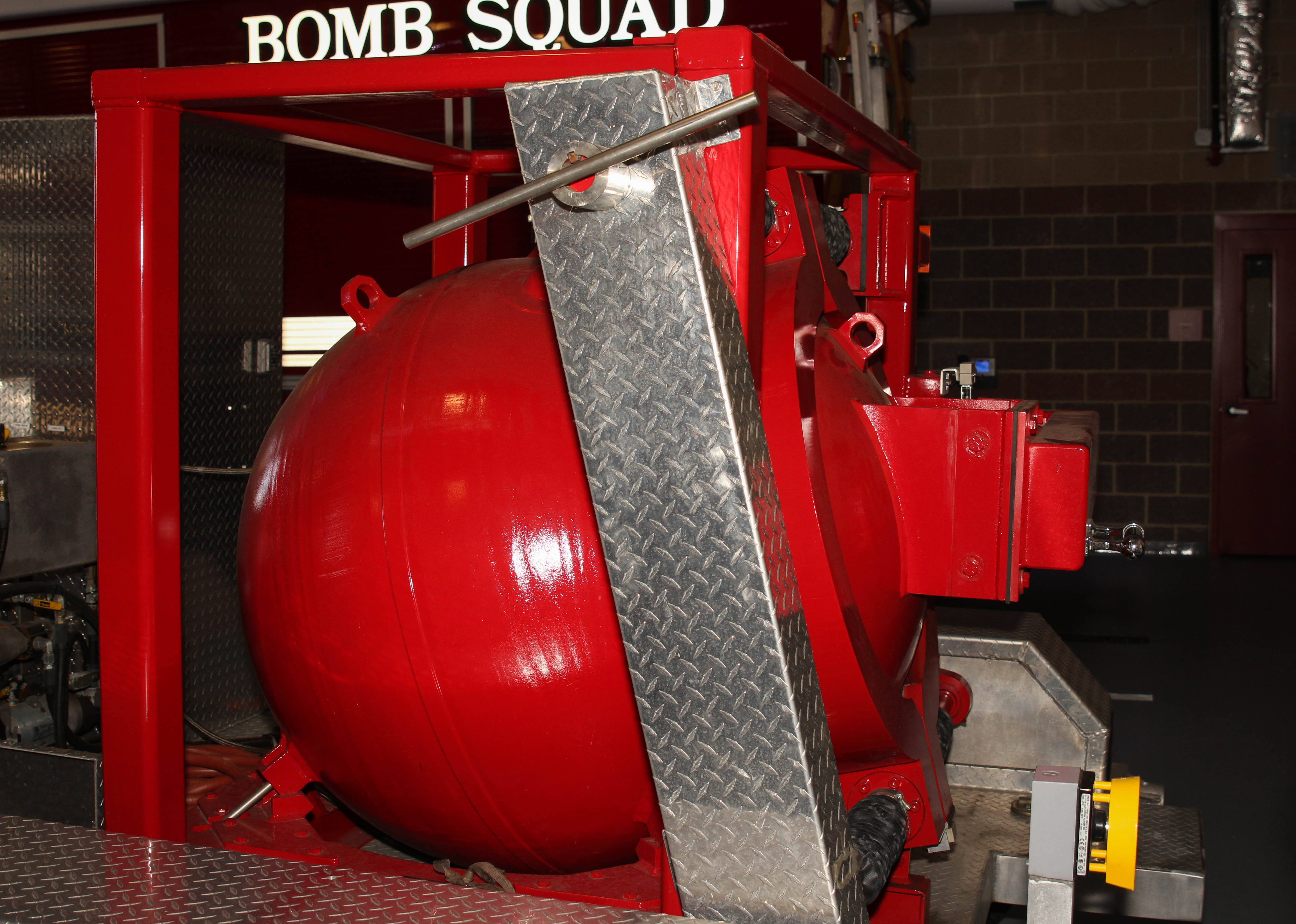
En bombkula tillhörandes räddningstjänsten i Arlington I Virginia.

Bombkula kallas en specialkonstruerad stålcontainer som kan användas av polis eller militär för transport av misstänkt explosiva föremål från bebyggda områden till platser där de säkert kan oskadliggöras.